# Willie Reed
Pour les articles homonymes, voir Reed.
Willie Reed Jr, né le 16 mai 1990 à Kansas City au Missouri, est un joueur américain de basket-ball.

## Biographie
Le 9 juillet 2015, il s'engage avec les Nets de Brooklyn pour un an.
Le 13 juillet 2016, il signe au Heat de Miami.
En octobre 2019, Reed signe un contrat avec le club grec de l'Olympiakós. Le contrat court jusqu'à la fin de la saison mais il est licencié en janvier 2020.
Reed rejoint le KK Budućnost Podgorica, champion du Monténégro, en septembre 2020. Il prolonge avec le club en août 2021.

## Palmarès
- Champion du Monténégro : 2021
- Vainqueur de la coupe du Monténégro : 2021
- All-EuroCup First Team 2021, membre de l'équipe-type de l'EuroCoupe de basket-ball 2020-2021